# Syllis californica
Syllis californica är en ringmaskart som beskrevs av Johan Gustaf Hjalmar Kinberg 1866. Syllis californica ingår i släktet Syllis och familjen Syllidae. Inga underarter finns listade i Catalogue of Life.